# Ljusterö
Ljusterö befindet sich in Uppland in der Österåkers kommun. Sie ist die größte Insel im Stockholmer Schärengarten ohne feste Verbindung zum Festland.

## Kommunale Administration
Die Insel wurde 1869 Ljusterö socken zugeordnet. Vorher war sie in die Kirchengemeinden Norra Ljusterö församling und Södra Ljusterö församling aufgeteilt. Ljusterö socken ging 1967 in Österåkers landskommun auf und wurde 1974 zur Vaxholms kommun gezählt. Als im Jahr 1983 die Österåkers kommun gebildet wurde, ging die administrative Gewalt von dort aus. Die Kirchengemeinde ging 1998 in die Ljusterö-Kulla församling auf.

## Geologie
Das Grundgestein auf dem Ljusterö gegründet ist, gehört mit zu den ältesten Felsformationen in Schweden. Die ehemaligen Bergketten bildeten sich etwa vor 1.500 bis 800 Millionen Jahren. Während der letzten Eiszeit, vor circa 21.000 Jahren, schliff die vier Kilometer dicke Eisschicht während verschiedener Perioden diese Berge ab. Dieser Schleifprozess erfolgte aus nordwestlicher in südöstliche Richtung. Dies führte zu den heute relativ glatten Felsen, auf denen noch immer deutliche Schleifspuren zu sehen sind. Diese rühren größtenteils von im Eis eingefrorenen Steinen her. Von diesem Prozess war besonders das nördliche Ljusterö und die nahe gelegenen Inseln betroffen.
Als sich vor circa 10.000 Jahren das Inlandeis zurückzog, lag der heutige Schärengarten tief unter dem damaligen Meeresspiegel. Die dann einsetzenden Landhebungen führten zur Bildung des heute bekannten Landes. Auch heute noch setzt sich diese Hebung mit einer Geschwindigkeit von circa 0,5 Zentimeter pro Jahr fort. Man kann bei Ausgrabungen im Wald, weit entfernt vom Strand, Schnecken finden, die aus der Zeit stammen als Ljusterö Meeresgrund war.
Große Teile von Ljusterö haben einen sehr kalkreichen Boden. Erst vor ungefähr 1.000 Jahren, also etwa während der Wikingerzeit (800 bis 1.050 n. Chr.), bildeten sich auf den höchsten Landerhebungen größere Inseln, die als Siedlungsplätze in Frage kamen. Noch vor einigen hundert Jahren bestand Ljuströ aus zwei Inseln mit dem Mjölnarstrom in der Mitte, doch man konnte zu Fuß durch das Wasser von einer Insel zur anderen gelangen. Die aus der damaligen Zeit stammende Aufteilung in Süd und Nord wurde bis heute beibehalten. Östra Lagnö im nördlichen Teil von Ljusterö ist vom eigentlichen Land getrennt. Doch man zählt es zu Ljusterö zugehörig, weil es über eine Brücke mit der Insel verbunden ist. Die Brücke zwischen West- und Ostlagnö ist eine manuell zu öffnende Klappbrücke über den Klintsundet. Die Durchfahrtshöhe bei geschlossener Brücke beträgt 3 Meter.

## Natur

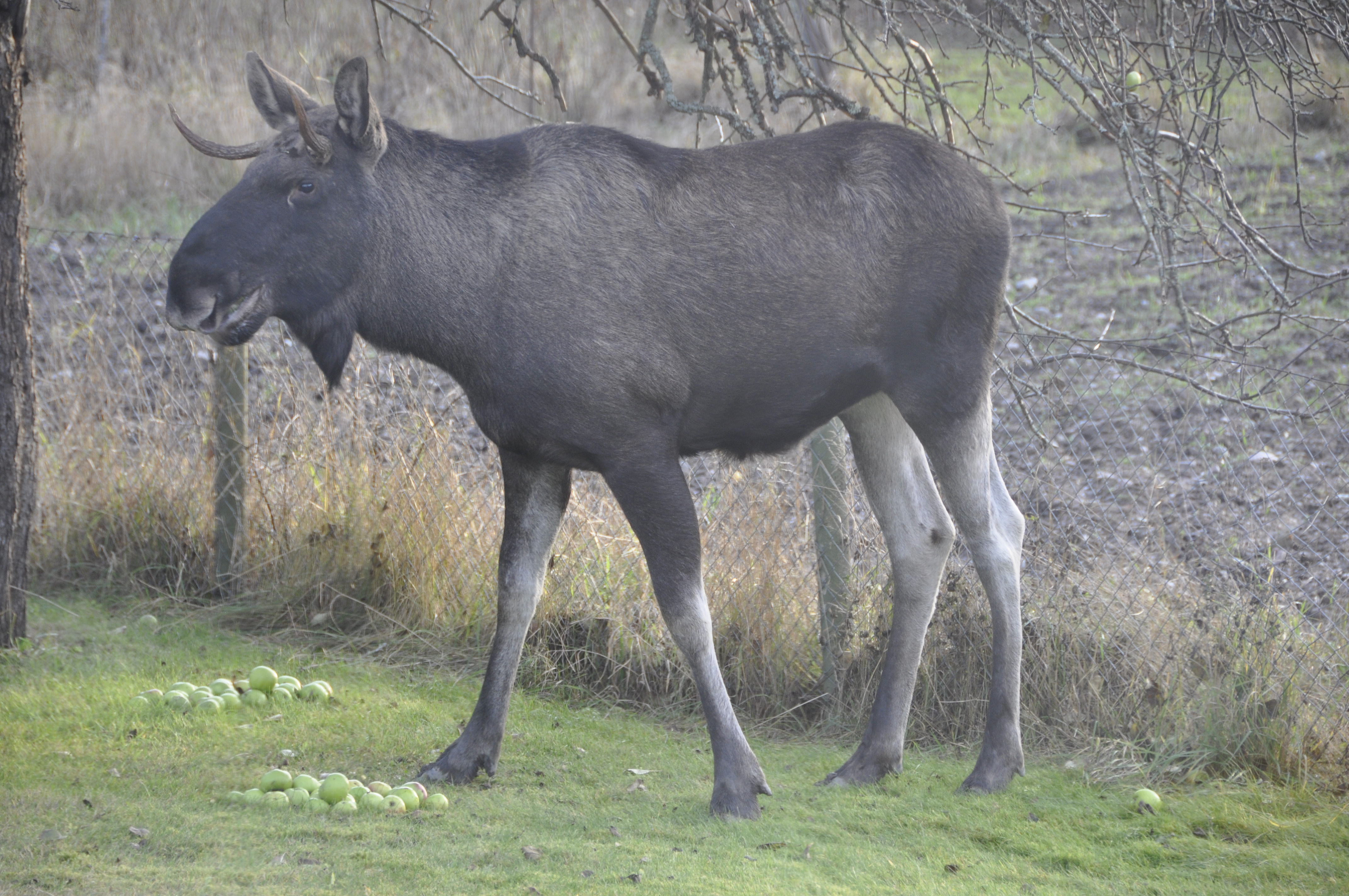
Schwedische Elche in Kårboda, Ljusterö, Stockholms län, November 2013. Foto: Dan Koehl

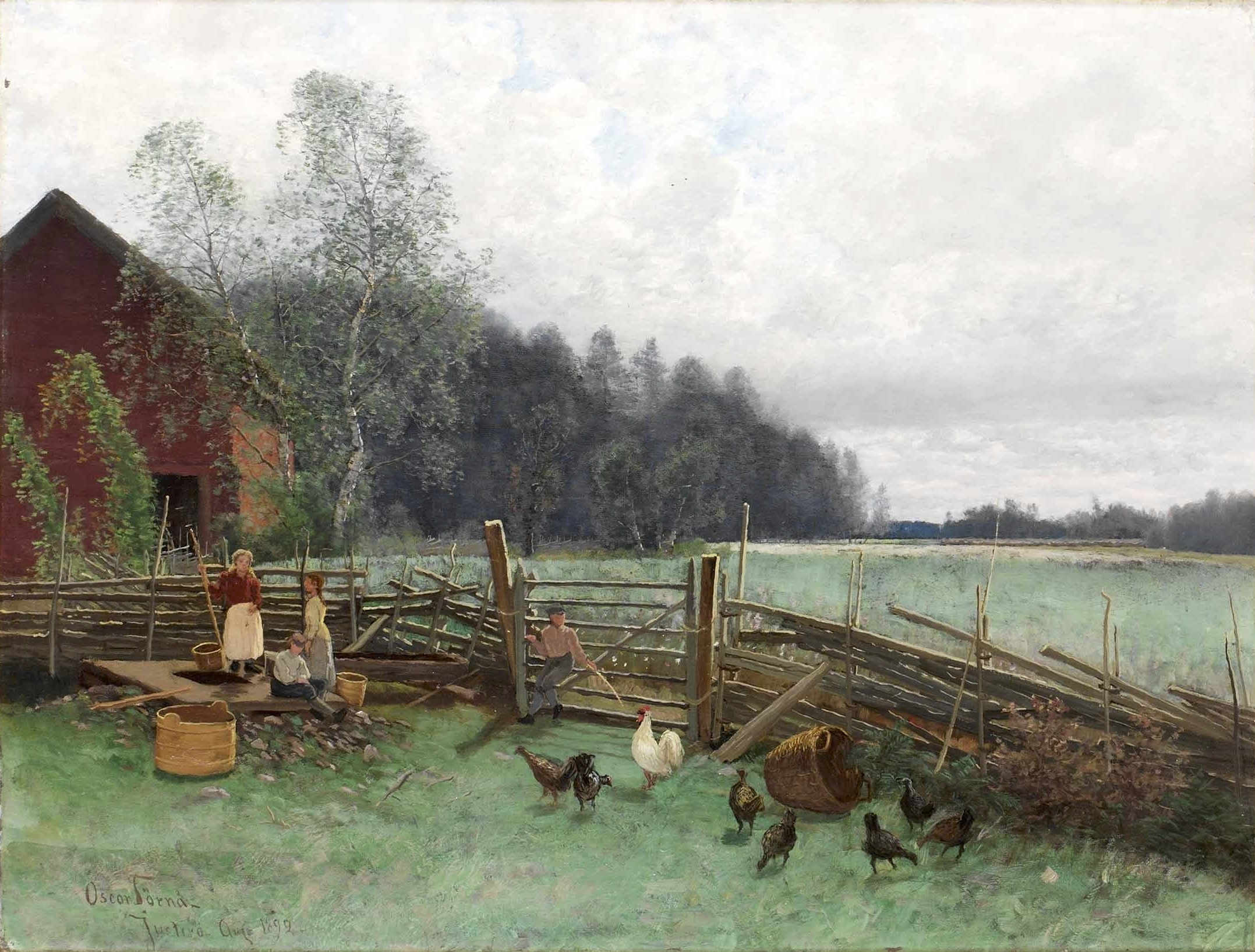
Sommerlandschaft auf Justerö (Oscar Törnå, 1892)

Die unbebauten Teile von Ljusterö bestehen hauptsächlich aus Wald. Das Gelände ist leicht hügelig mit maximalen Höhen von etwa 20 bis 25 Meter über dem Meeresspiegel. Zwischen den Erhebungen befinden sich relativ große Flächen fruchtbaren Landes, deren größte Teile aus Weiden- und Grasland bestehen. Im südlichen Teil von Ljusterö gibt es einige größere Erhebungen. Eine davon ist der Kopf von Ljusterö, der gleichzeitig mit 52 Metern der höchste Punkt auf der Insel ist.
Auf der Insel gibt es 15 mit Namen benannte Binnenseen. Diese heißen: Insjön (bei Ost-Tranvik), Flyn, Tappen, Mjölnarsjön, Kavelsjön, Kärren, Stupsjön, Måssjön, Sundviksjön, Kyrksjön, Skären, Mörtsjön, Kobban, Fladen und außerdem einen weiteren, der ebenfalls den Namen Insjön trägt (auf Ost-Lagnö).
Die Schärengarten-Stiftung (schwedisch Skärgårdsstiftelsen) besitzt und verwaltet das Land in zwei Gebieten, welche das Ost-Lagnö – Själbottna Naturreservat mit einer Gesamtfläche von 155 Hektar bilden.
Im Naturreservat gleich bei Bössarvikens nördlichen Strand auf Nord-Ljusterö, aber auch an vielen anderen Plätzen, gibt es eine einzigartige Flora.
Die meisten landlebenden großen Säugetiere gibt es auf der Festlandseite bei Roslagen. Am häufigsten kommen Hasen, Füchse, Dachse, Rehe und Elche vor. Auch Seeadler-Nester gibt es auf oder in der Nähe von Ljusterö.

## Geschichte

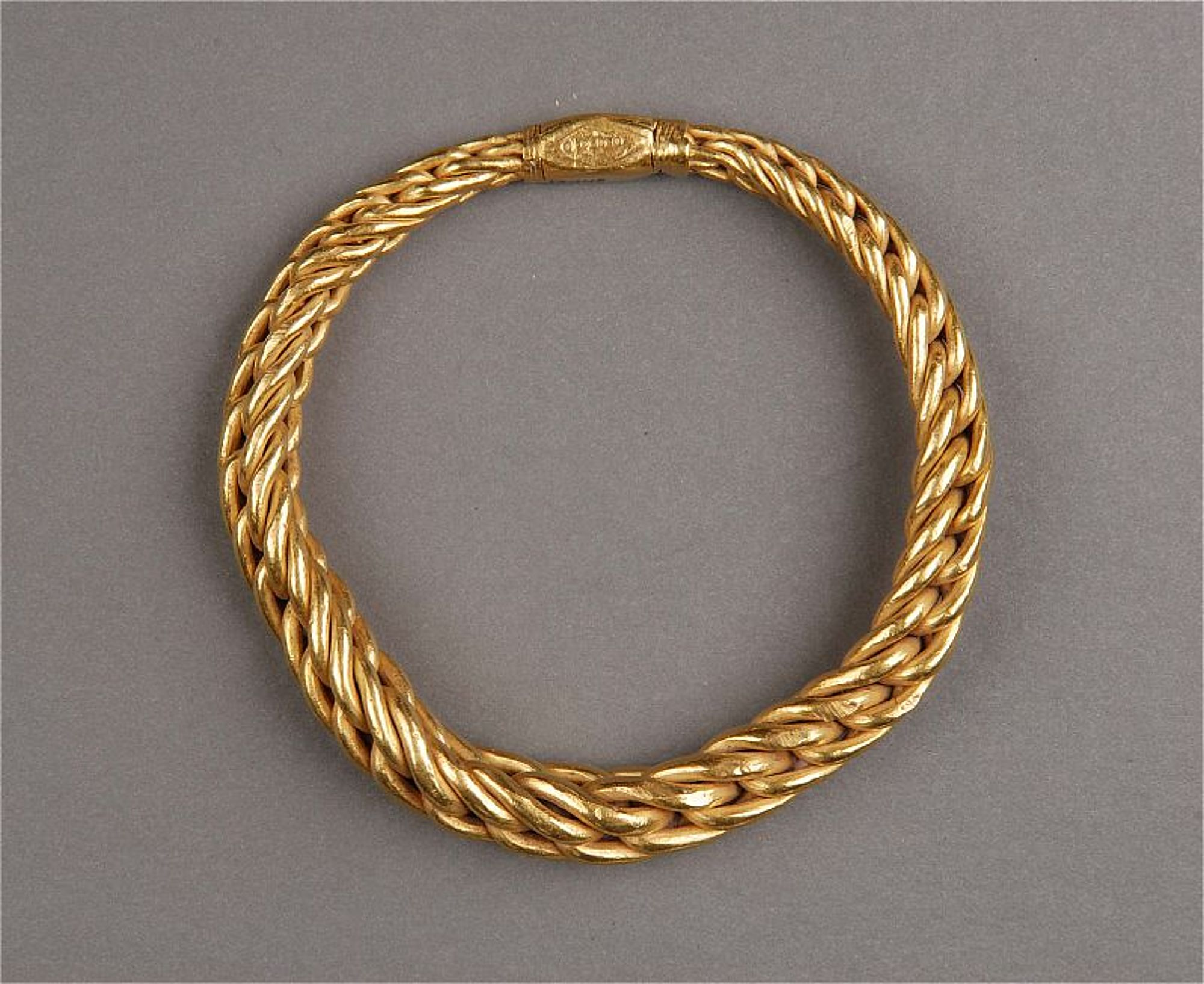
Armring vom Sillinge-Hof

Ljusterös älteste Geschichte und Kultur ist von Landwirtschaft, Jagd und Fischfang geprägt. Besonders der Fischfang in den sehr fischreichen Gewässern in der Umgebung war lange Zeit ein wichtiger Teil der Versorgung der Bevölkerung. Als später der Wald nach und nach gerodet wurde und die Flächen in Ackerland umgewandelt wurden, übernahm die Landwirtschaft diese Rolle.

### Nord und Süd Ljusterö
In Ljusterös Geschichte vor dem 19. Jahrhundert war die Insel in Nord- und Süd-Ljusterö geteilt. Dies änderte sich erst, als durch Landerhebungen eine zusammenhängende Insel entstand.

### Der Name Ljusterö
Ljusterös Name wurde erstmals 1322 erwähnt, damals noch in der Form Sudhralyustra mit der Bedeutung „södra ljuster“ (deutsch Südliche Fischergabel). Der Name rührte daher, dass die Form der beiden südlichen Landzungen einem Speer mit Widerhaken ähnelte. Leider gibt es für diese Theorie keine gesicherten Quellen und die Aussage ist somit unsicher. Im 14. Jahrhundert gab es noch keine genauen Landkarten, besonders nicht aus dem Schärengarten. Diese wären jedoch zwingend erforderlich, um die Gleichheit des Aussehens mit einem Speer zu belegen. Viel eher wird angenommen, dass in dieser Zeit Fisch und besonders Aal mit einem solchen Fanggerät gejagt wurde. Diese Erklärung ist naheliegender als die erste These.

### Altertum
Schon während der Vendelzeit (550–800 v. Chr.) gab es eine Wohnbevölkerung auf Ljusterö. Noch heute sind Spuren alter Gräber in mehreren Dörfern auf der Insel zu finden. Der älteste Funde stammt aus dem Dorf Bolby im Süden von Ljusterö. Dort fand man vor etwa 100 Jahren ein großes Leergrab aus der Eisenzeit. Im nördlichsten Teil von Nord-Ljusterö, auf dem Sillinge-Hof, fand der Knecht Josef Jansson im Jahr 1923 zwei ausgesucht schöne, ungewöhnliche Armreifen aus verdrillten Golddrähten die zusammen ein Gewicht von 400 Gramm hatten. Sie befinden sich heute im Historischen Museum.

### 14. Jahrhundert
Im Jahr 1301 bestätigte König Birger Magnusson einen Landtausch zwischen Ambjörn Sixtensson und Karl Gregersson (Läma). In diesem Tausch war auch Süd-Ljusterö inbegriffen. Der damals erwähnte Name lautete Sydra Lystra.
1322 tauschte Erzbischof Olof Björnsson seine Ländereien in Valla gegen Nils Ambjörnssons Insel Sudhralyustra.

### 16. Jahrhundert

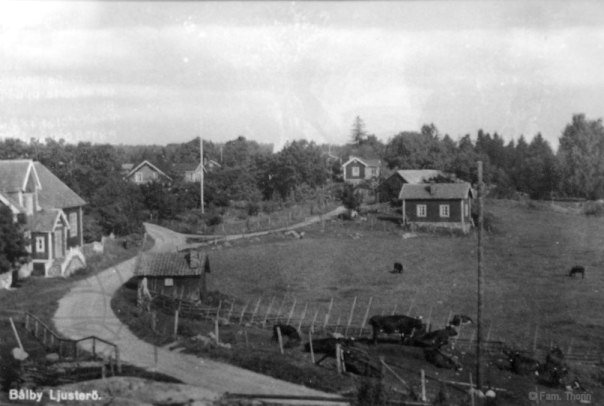
Bolby, eines der ältesten Dörfer auf Ljusterö. Foto: Frühes 20. Jahrhundert

Nord-Ljusterö wurde während des späten 16. Jahrhunderts an den Grafen Per Brahe den Älteren auf Rydboholm Schloss entlehnt. Im Jahr 1641 wurde Feldmarschall Lennart Torstenson durch eine Schenkungsurkunde Inhaber von ganz Nord-Ljusterö. Seine Witwe Beata De la Gardie lebte zeitweise auf Väsbys Gutshof.
In der ältesten erhalten gebliebenen Zählung des damaligen Landvogtes für Värmdö zum Schiffsgesetz von 1535 sind unter anderem 6 Höfe auf Ljusterö erwähnt. Diese sind: Bolby, Väsby, Ösby, Gärdsvik, Inneby und Mörtsunda. Gärdsvik und Inneby sind noch früher belegt.
Im Jahr 1535 gab es auf Ljusterö 28 Lehnsbauern. 18 auf Nord-Lusterö und 10 auf Süd-Ljusterö. In den nächsten 40 Jahren kamen nur zwei neue Höfe hinzu. Doch während der Jahre 1535 und 1719 vervielfachte sich die Anzahl der Höfe auf etwa 100.

### 17. Jahrhundert
Anfang des 17. Jahrhunderts gab es auf Ljusterö 200 Hektar Kulturland. Im Jahr 1606 wurde Süd-Ljusterö von Jöran Persson, einem Ratgeber Erik des XIV, an Erik Göransson Tegel entlehnt.

### 18. Jahrhundert
Während des 18. Jahrhunderts gingen sowohl Nord- als auch Süd-Ljusterö in Värmdö skeppslag und Värmdö socken auf. In dieser Zeit gehörten Süd- und Nord-Ljusterö sowie Svartsjö dazu. Im Jahre 1719 hatte der gesamte Stockholms skärgård eine Bevölkerung von etwa 2.800 Personen. Davon lebten circa 700 auf Ljusterö. Rund 400 dieser Personen sind mit Namen identifizierbar. Vor allem durch Volkszählungen. Das Kulturland hatte sich auf eine Fläche von 250 Hektar vergrößert. Die größten Höfe befanden sich in Bolby, Gärdsvik und am Mellansjö. Wenn Missernten erfolgten, konnte man eine frühe Form von Agrarsubventionen erhalten. Im Jahr 1719 erhielten die Bauern Roggen für die Aussaat von Stockholms Schlossmagazin. Dies geschah unter der Regierungszeit von Ulrika Eleonora (1688 bis 1741), Regentin von (1719 bis 1720).

### Gutshöfe
- Hummelmora säteri
- Marums gut auch bekannt unter dem Namen Värmdö skeppslags war der größte Heuproduzent Anfang des 18. Jahrhunderts
- Väsby säteri

### Ålöns Ziegelei und Marums Gut

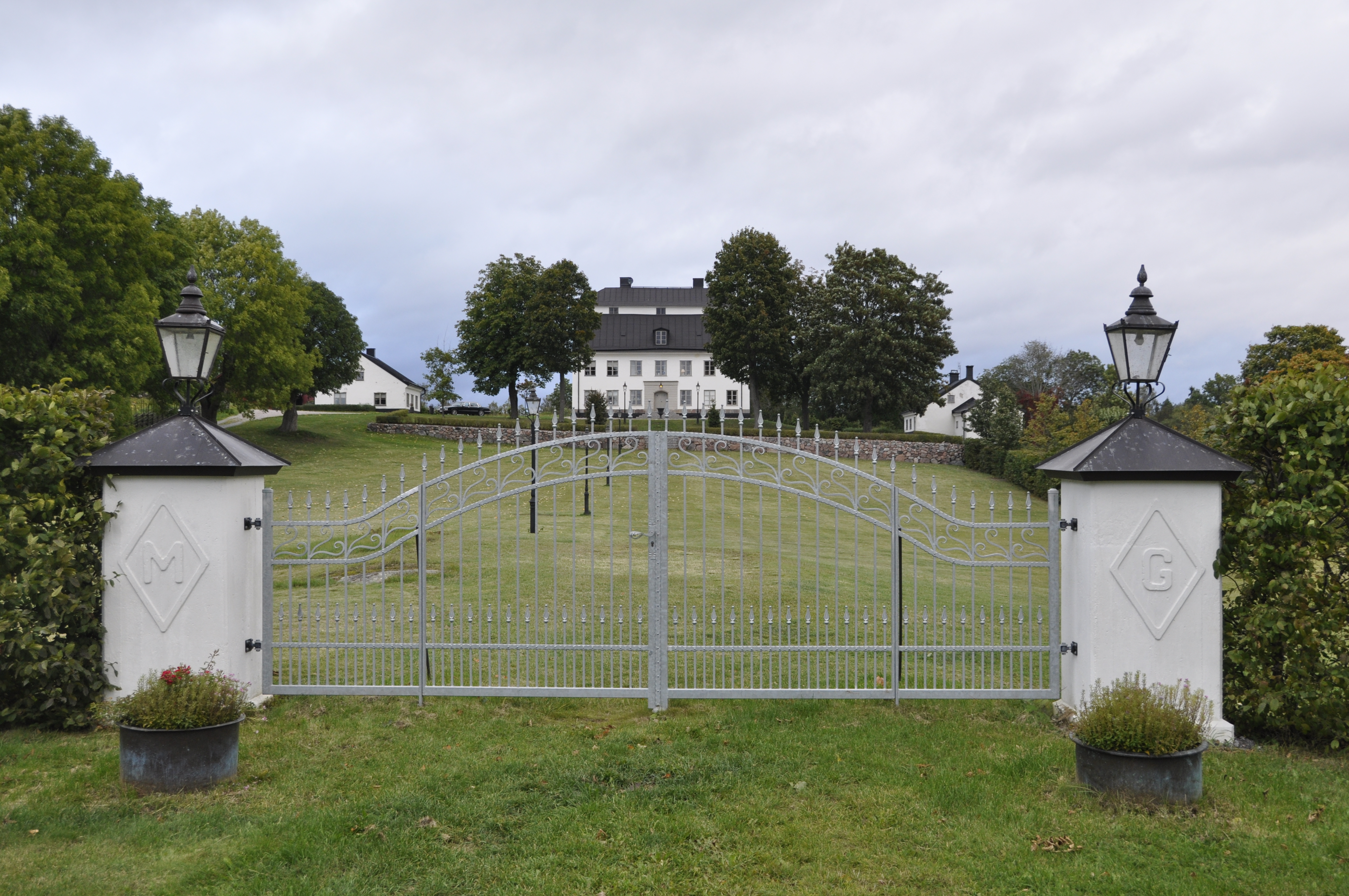
Marums gut 2014. Foto: Dan Koehl

Das Gut Marum und die Insel Ålön gleich westlich von Ljusterö wurden 1725 von dem damals sehr bekannten Stockholmer Kaufmann Hans Lenman (1683 bis 1739), verheiratet mit Märta Kohl (1691 bis 1734), gekauft. Auf Ålön wurde die zur damaligen Zeit größte Ziegelei im Schärengarten von Stockholm gegründet. Außer dem Betrieb auf Ålön gehörte Lenman noch eine weitere Ziegelproduktion in Kungsholmen. Der Betrieb der Ziegelei auf Ålön lief bis in die 1860er-Jahre.
Auf Marums Gut befindet sich ein Gutshaus, welches von Hans Lenman mit Steinen aus der Ziegelei auf Ålön errichtet wurde. Es gab Gerüchte, dass Prinzessin Kristina (1626 bis 1689) Marums Gut zeitweise als Jagdschloss nutzte. Diese Behauptung ist jedoch zurückzuweisen, da die Prinzessin schon vor Fertigstellung des Gutes verstorben war. Endgültig fertig gestellt waren die Gebäude erst in den 1740er-Jahren, einige Jahre nach dem Tode Lenmans. Im Norden des Gutes gibt es ein sumpfiges Gebiet mit dem Namen Maren. Diesem verdankt das Gut seinen Namen. Heute (2009) befindet sich das Gut in privater Hand. Man kann dort Einstellplätze für Pferde mieten.

### Schiffe
Im Jahr 1715 gab es auf Ljusterö ein Segelschiff für die Küstenschifffahrt von 80 Fuß, 28 Kajütenboote von 30 Fuß und 12 größere Fischerboote.

### Fischerei
Die Netzfischerei war ein elementarer Bestandteil des damaligen Lebens und unabdingbar für die Ernährung der Bevölkerung. Ein großes Fischernetz war Eigentum des Dorfes und man half sich gegenseitig beim Fischen. Frischen und gesalzenen Fisch konnte man gegen Getreide tauschen. Für eine Tonne Salzhering (circa 125 Liter), gab es zwei Tonnen Roggen. Man beteiligte sich auch an saisonalen Fischzügen im äußeren Schärengarten bei Horssten und Grönskär. Dabei wurden vorrangig Dorsche und Heringe gefangen.

### Ortsnamen
Sämtliche Ortsnamen auf Ljusterö haben ihren Ursprung von den einzelnen Dörfern oder größeren Gutshöfen auf der Insel.
Der Hauptort ist Linanäs auf Süd-Ljusterö. Die übrigen Orte mit einer relativ dichten Bebauung sind außerdem Kårnäs, Tranvik, Staveström, Stensvik, Grundvik, Hummelmora, Lillström, Kårboda, Marum, Västernäs, Öran, Laggarsvik, Bolby, Väsby strand, Ugglan, Knektudden, Arnö, Mellansjö, Nolvik, Åsättra, Lervikstorp, Ängsvik, Dragboda, Inneby, Gärdsvik, Sillviken, Hästede, Svedlandet, Västra Lagnö (westlich von Klintsundet) und Östra Lagnö.

### Größere besiedelte Inseln neben Ljusterö
Die größeren besiedelten Inseln in der Nähe von Ljusterö heißen Örsö, Edö, Huvön, Västerholmen, Hummelmoraön, Ålön und Siarö.

## Öffentlicher Sektor

### Ausbildung
Auf Ljusterö gibt es verschiedene Bildungseinrichtungen. Es gibt eine Vorschule, die sich in kommunaler Regie befindet mit zwei Abteilungen bei Mellansjö. Außerdem eine Freizeiteinrichtung in der Schule von Ljusterö. Zudem existiert noch eine Grundschule in Mellansjö, die ebenfalls von der regionalen Kommune betrieben wird. In der Schule von Ljusterö befindet sich zudem noch eine Bibliothek.

### Gesundheitswesen und Altenbetreuung
In Mellansjö gibt es eine Arztstation, die in Teilzeit betrieben wird. Außerdem wird dort noch ein Seniorenheim in kommunaler Regie geführt.

### Verkehrsanbindungen

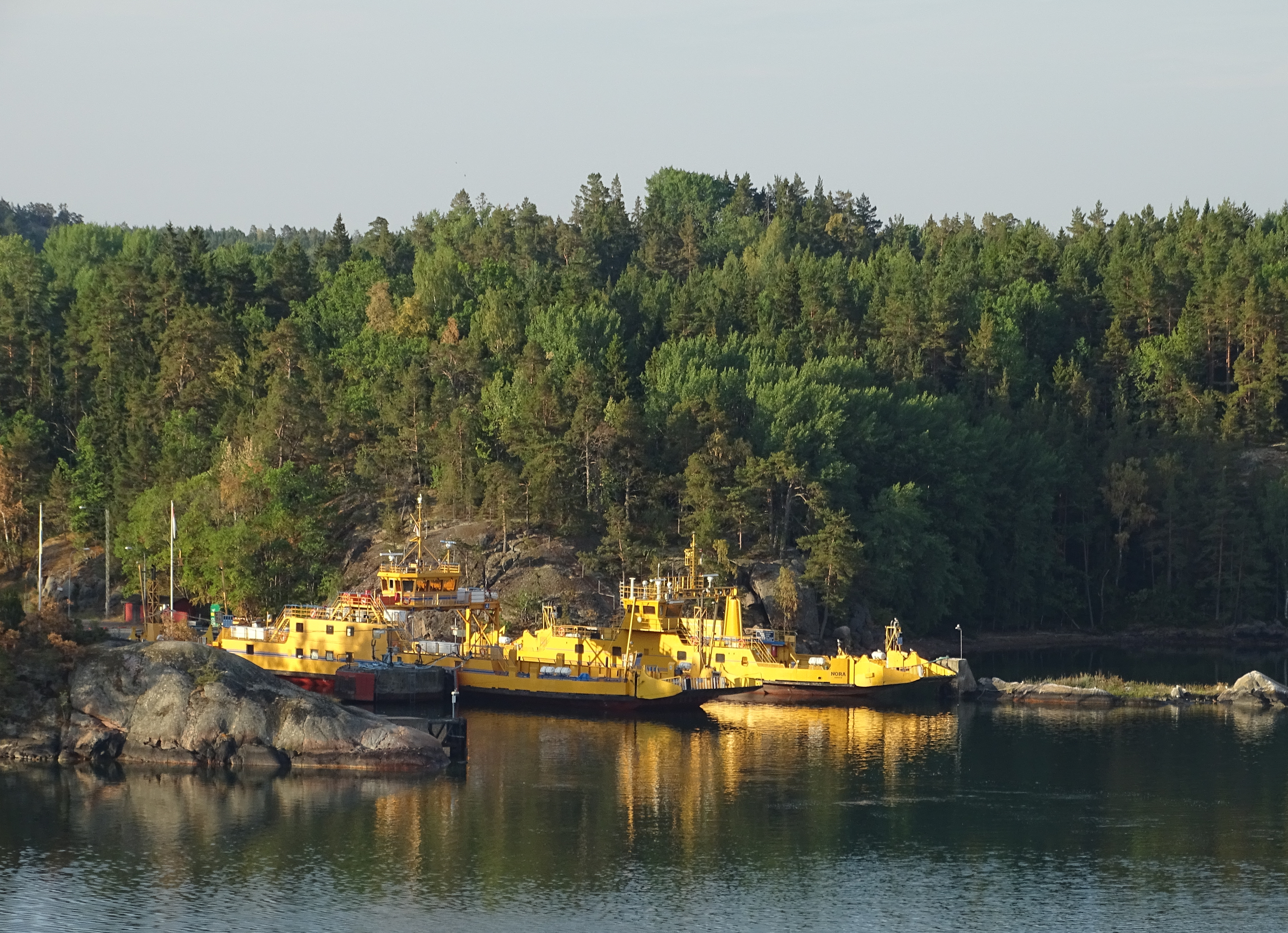
Ferry Ljusterö-Östanå

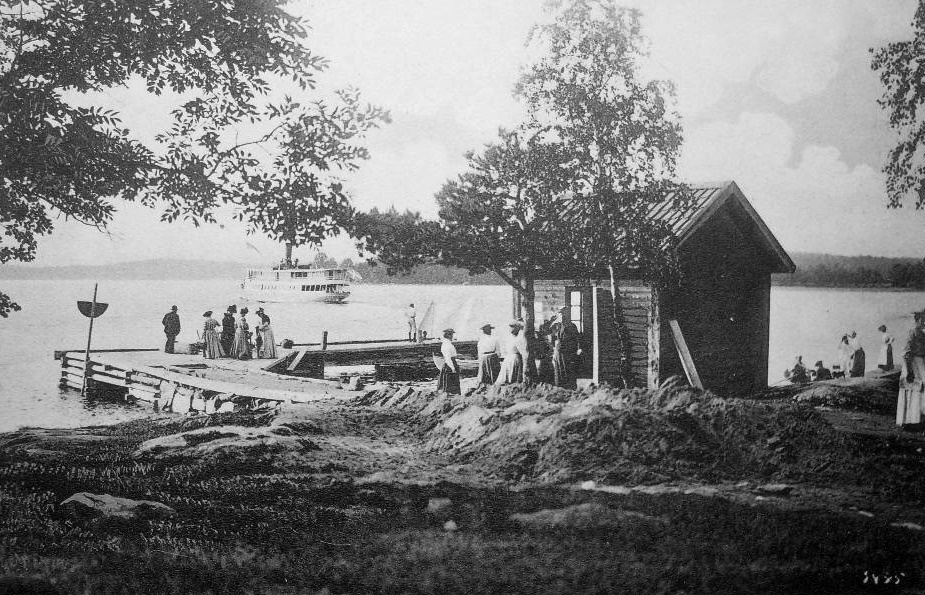
Dampfschiff-Anlegestelle in Linanäs auf Süd-Ljusterö, ungefähr um 1900

Ljusterö ist stark von der regulären Fähranbindung abhängig. Seit dem 11. November 1955 gibt es eine Verkehrsfähre zwischen Småskärsudden auf Ljusterö und Östanå auf dem Festland. Die Strecke ist etwa 0,63 Seemeilen lang. Bevor die neue und kostenfreie Fährverbindung eingerichtet wurde, gab es viele private Firmen, die den Verkehr von und zur Insel gegen Entgelt übernahmen, inklusive des Transports von Fahrzeugen. Die alten Boot- und Fährverbindungen verkehrten vom Landungssteg in Mörtsunda, Tranvik und Linanäs.
Von Stockholm und Vaxholm gibt es Bootsverbindungen mit Schärengarten-Booten. Der Fahrgastbetrieb Waxholmsbolaget läuft mehrere Anlegestellen auf Ljusterö an. Zu diesen zählen Grundvik, Linanäs, Väsbystrand, Stensvik, Laggarsvik, Åsättra und Hummelmora. Die andere Fährlinie Blidösundsbolaget verkehrt mit dem Dampfschiff S/S Blidösund lediglich nach Gärdsviks Dampfschiff-Anlegestelle. Allerdings nur in der Zeit vom 14. Juni bis 16. August und nur an den Wochenenden.
Storstockholms Lokaltrafik (deutsch Großstockholms Lokalverkehr) verkehrt auf der Insel mit der Buslinie 626.

### Müll- und Recyclingzentrale
Ein kleines Gebiet auf Süd-Ljusterö in Linanäs ist an die kommunale Trinkwasserversorgung vom Festland angeschlossen. Die Entsorgung der Abwässer erfolgt über eine eigene Kläranlage. Die Bewohner von Nord-Ljusterö beziehen ihr Wasser aus gebohrten oder gegrabenen Brunnen. Die Abwässer werden individuell entsorgt. Die Müllentsorgung wird von der Kommune Österåker übernommen. Bei Brännbacken in Åkersberga gibt es einen Recyclinghof. Der Sperrmüll wird zwei Mal im Jahr abgeholt und nach Brännbacken gebracht. Recyclingbehälter für Glas und Papier gibt es am Fähranleger von Ljusterö.

### Feuerwehr
Ljusterö verfügt über eine eigene Feuerwehr mit einer Feuerwache in Lillström. Diese ist der Feuerwehr von Stockholm zugehörig. Vorher verfügte man nur über eine Feuermeldestelle, doch heute sind immer fünf Teilzeitfeuerwehrleute in Bereitschaft. Meistens rücken diese bei Bränden aus, doch auch bei vielen anderen Unglücksfällen. Die Feuerwehrmänner sind auch dafür ausgebildet, einen Defibrillator zu benutzen und so die Wartezeit bis zum Eintreffen einer Ambulanz zu überbrücken.

## Kirche und Gemeinde
Der nördliche Teil der späteren Insel gehörte ursprünglich Kirchengemeinde von Riala. Aus dieser traten sie jedoch im Jahr 1631 aus und bildeten die Kappelförsamling (deutsch Kapellen-Gemeinde) von Nord-Ljusterö. Der südliche Teil der Insel gehörte einmal zur Kirchengemeinde von Värmdö. Im 17. Jahrhundert verließen sie diese und gründeten die Kapellförsamling von Süd-Ljusterö. Die beiden Kirchengemeinden wurden 1868 zusammengelegt und bildeten nun die Gemeinde Ljusterö mit eigenem Pastor und Vikar. 1977 stand die Außenstelle Ljusterö unter der Verwaltung von Roslags-Kulla. Die beiden Gruppen wurden 1997 zur Kirchenversammlung Ljusterö-Kulla zusammengefasst.
Die Kirche von Ljusterö mit dem Pastorenhaus befindet sich in Mellansjö, drei Kilometer vom Fähranleger in Nord-Ljusterö entfernt.
Die achteckige, weiße Holzkirche stammt aus den Jahren 1751 bis 1755 und ersetzte die Kapelle mit einem freistehenden Glockenturm, welche dort im 16. Jahrhundert errichtet wurde. Die Kapelle, der Glockenturm und das Pastorenhaus wurden erstmals 1726 und 1733 auf Karten von Johan Nessner erwähnt. Die Kirche erhielt ihr heutiges Aussehen bei einem Umbau 1894. Im Zuge dieser Maßnahmen wurde auch der Kirchturm errichtet und ersetzte den freistehenden Glockenturm der ehemaligen Kapelle.

## Wohngebiete
Die Bostadsrättsföreningen Ljusterö Torg (deutsch Wohngenossenschaft Platz von Ljusterö) verfügt über zehn zweigeschossige Häuser mit insgesamt 52 Wohnungen. Die Bostadsrättsföreningen Roslagens Pärla (deutsch Wohngenossenschaft Perle von Roslagen) verwaltet 15 Wohnungen, die auf verschiedene Haustypen verteilt sind. Die Landfläche der Vereinigung beträgt 2 Hektar.

## Geschäftsleben
Auf Ljusterö gibt es etwa 80 registrierte Kleinunternehmen. Die meisten haben zwischen ein und drei Angestellte. Viele dieser Firmen sind überwiegend Bau- und Tiefbauunternehmen, Handwerker, kleine und mittelgroße Bootswerften, Installateure, Glaser, Maler, Elektriker, Makler, Friseure und einer kleineren Anzahl Kunsthandwerker.
Auf Ljusterö gibt es außerdem eine Anzahl landwirtschaftlicher Betriebe mit Tierhaltung. Viele der Bewohner pendeln zur Arbeit auf das Festland oder kombinieren ihre Tätigkeiten mit Arbeiten auf der Insel und auf dem Festland.
Ljusterö hat zwei geschäftliche Zentren. Das eine heißt Ljusterö Torg (deutsch Platz von Ljusterö) und befindet sich in der Mitte der Insel, etwa drei Kilometer vom Fähranleger entfernt. Es gibt dort ein Lebensmittelgeschäft, eine Post, eine Bank, einen Frisör, verschiedene Boutiquen, einige Dienstleistungsunternehmen und ein Restaurant. Das andere Zentrum befindet sich bei Linanäs auf Süd-Ljusterö. Es gibt dort mehrere Restaurants, ein Lebensmittelgeschäft, eine Bäckerei und einen großen Landungssteg aus Beton für den regulären Schiffsverkehr im Schärengarten sowie eine Tankstelle für Boote. Bei Mjölnarström auf der Mitte der Insel gibt es außerdem noch eine große Holzhandlung mit einem kleinen Sortiment an anderen Bauwaren.

## Sportanlagen
Ljusterö verfügt noch über einen Golfplatz, welcher bei Väsby liegt. Es gibt dort eine 18-Loch-Anlage, eine Driving Range (zum Üben von langen Bällen), eine Übungsfläche und einen Trainingsplatz, an dem man das Einlochen der Bälle trainieren kann.

## Tourismus und Sehenswürdigkeiten

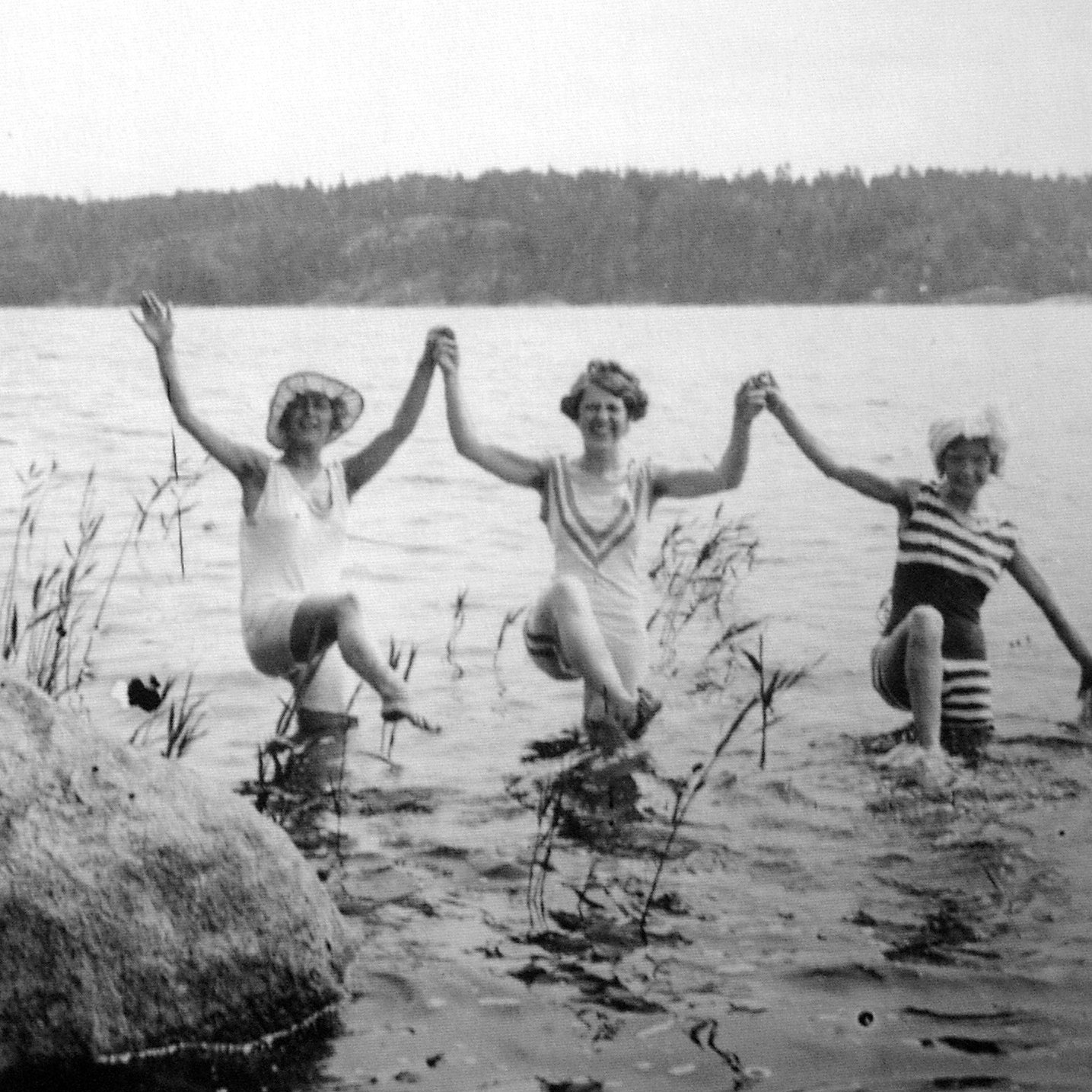
Badeleben auf Ljusterö um 1910.
Foto: Nordiska Museet.

- Die Touristeninformation gibt es seit 2020 leider nicht mehr im Ljusterö Torg. Einfach Beratung ist jedoch von den Besitzern der Läden erhältlich.
- Ein Gasthafen mit etwa 10 Anlegestellen (Wassertiefe zwischen 1 und 4 Meter) und eine Tankstelle für Boote gibt es in Klintsundet und an der Anlegestelle von Linanäs.
- Der Schärengarten gleich östlich außerhalb von Ljusterö gehört mit zu den bekanntesten Gebieten im Stockholmer Schärengarten, mit unendlich vielen Inseln, glatten Felsen und windgeschützten Buchten zum Baden. Einschließlich Kallskärs, Ängsskärs, Lygna, Stora Nassa, Lilla Nassa, Gillöga und weiter draußen Svenska Högarna, um nur einige im äußeren Schärengarten zu nennen. Viele Inselgruppen in diesem Gebiet sind Vogelschutz-Zonen, die man während der Brutzeit nicht betreten darf. Wo genau sich diese Zonen befinden, ist in den aktuellen Seesport-Karten angegeben. Im inneren Teil des Schärengartens gibt es viele kleine Inseln im Gebiet der Nord-Süd-Fahrrinne etwa 10 Seemeilen von Ljusterö entfernt. In Klintsundet auf Nord-Ljusterö mit einer aufklappbaren Brücke zwischen Västra Lagnö (einem Teil von Ljusterö) und Östra Lagnö, gibt es einen beliebten Treffpunkt für Bootsfahrer. Diese tanken dort noch einmal auf und decken sich mit Bedarfsgegenstände ein, bevor sie ihre Fahrt in den äußeren Schärengarten fortsetzen. Im Winter, wenn die Bucht zugefroren ist, treffen sich dort viele Leute, um Eislanglauf zu betreiben. Der beliebteste Platz befindet sich in Gällnan östlich von Ljusterö.
- Naturreservat. Oben im nördlichen Teil von Östra Lagnö gibt es ein großes Naturreservat, welches von der Stockholmer Skärgårdsstiftelsen (deutsch Schärengartenstiftung) verwaltet wird.
- Am nördlichen Strand im Inneren von Bössarviken gibt es einen großen Bestand von Orchideen. Außerdem befinden sich dort eine große Anzahl Eichen. Die Größte hat ein Alter von etwa 350 Jahren.
- Ljusterö Huvud (deutsch Ljusterös Kopf). Von dem Aussichtsberg Ljusterö Huvud auf der Westseite der Insel, kann man bei klarem Wetter circa 30 Kilometer weit sehen. Die Sicht reicht bis zu Furusundledens südlichem Teil. Nach Südwesten kann man den Ericsson Globe in Stockholm erkennen. Auf der Spitze des Berges gibt es ein großes Betonfundament für Kanonen. Diese wurden zusammen mit der Festung von Siarö während des Zweiten Weltkrieges errichtet.
- Festung von Siarö. Auf der westlichen Seite von Nord-Ljusterö in Furusundsleden befindet sich die Kyrkogårdsön (deutsch Kirchhof-Insel) mit der Festung von Siarö. Auf der Insel sind sechs alte Bunker der Luftverteidigung aus der Zeit des Zweiten Weltkriegs zu sehen. Die Insel ist ein beliebter Ausflugspunkt und es gibt geführte Besichtigungen. Außerdem befindet sich dort noch eine Herberge.
- Marums gård. Marums gård (deutsch Marums Gut) ist ein weiß gestrichener Gutshof, der aus Stein errichtet wurde (Im Gegensatz zu der in Schweden gebräuchlichen Holzbauweise). Das Gebäude ist dreigeschossig und verfügt über zwei Seitengebäude. Fertiggestellt wurde er in den 1740er-Jahren. Marums gård ist das einzige große Gutshaus auf der Insel und eines der wenigen seiner Art in Stockholms Schärengarten. Das Gut wurde 1983 zum Baudenkmal erklärt.
- Ein weiteres Ausflugsziel ist die Kirche von Ljusterö.
- Ebenso lohnt sich ein Besuch im Heimat- und Bootsmuseum in Mellansjö
- Björklidens gårdsmuseum (deutsch Björklidens Hofmuseum) in Åsättra mit Sammlungen des selbstversorgenden Lebens im Schärengarten. Ebenso eine Tele-Abteilung mit Telefonen, Computern und Radiogeräten.
- Kunsthandwerk (Keramik und Textil) kann man in der alten Schule von Mjölnarström sehen.[11]

## Windkraftanlagen

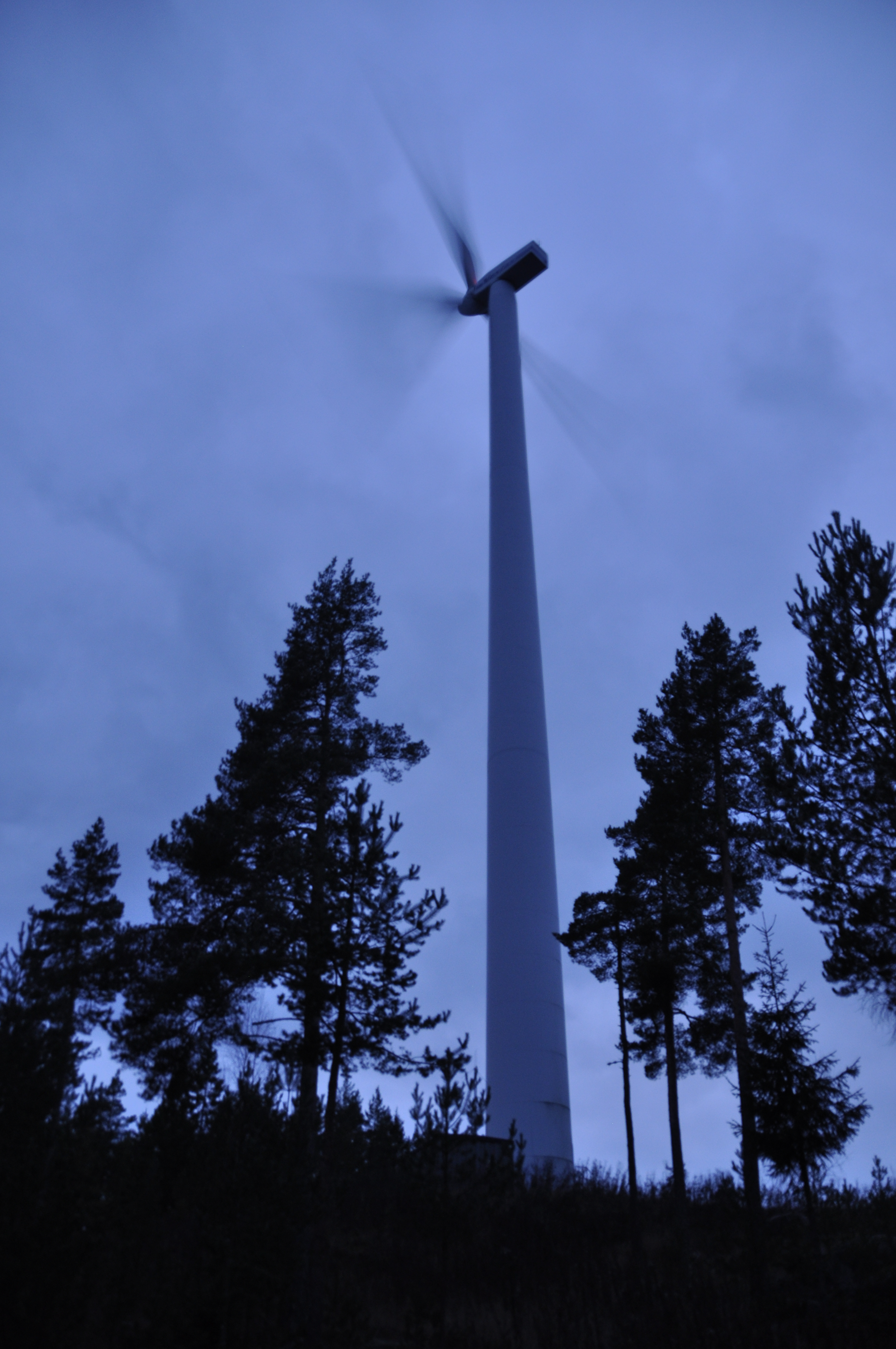
Ljusterö vindkraftpark 2014

Im Frühjahr 2008 wurde ein Plan präsentiert, in Ljusterö eine große Zahl von Windkraftanlagen auf landwirtschaftlichen Flächen zu errichten. Insgesamt sollten es 23 Windkraftwerke werden mit einer Leistung von 2 Megawatt Leistung pro Windrad. Es wurde errechnet, dass auf diese Weise pro Jahr 126.500 Megawatt-Stunden Strom erzeugt werden können. Heute (Stand 2008) gibt es ein Windrad mit einem Megawatt Leistung auf einer privaten landwirtschaftlichen Fläche. Es ist geplant, auf dieser Fläche noch ein zweites zu errichten. Das neue Windrad soll eine Turmhöhe von 100 Metern und inklusive Rotor eine Gesamthöhe von 150 Metern über dem Meeresspiegel haben. Es ist geplant, im gesamten Schärengarten von Stockholm viele Windkrafträder dieser Art zu errichten, doch es regte sich in der Bevölkerung heftiger Widerstand, als dies Mitte 2008 allgemein bekannt wurde. Im Herbst wurde eine Vereinigung mit dem Namen För Ljusterö natur och miljö (deutsch Für Ljusterös Natur und Umwelt) gegründet. Diese hatte zum Ziel, zum ersten Mal den Bau eines Windrades gemäß dem vorgelegten Plan zu stoppen. Es wurde außerdem festgestellt, dass eine große Anzahl dieser Windkraftwerke den allgemeinen Regeln widerspricht, wie sie für die Region Stockholm gelten. Die Voraussetzungen zum Errichten von Windrädern in der Österåkers kommun wurden im 2008 von der Firma SWECO im Auftrag der Kommune geprüft. Bei dieser Prüfung wurden die Planungsunterlagen und der Übersichtsplan Österåkers aus dem Jahr 2006 zugrunde gelegt. Die Kommune hat angekündigt, dass bis auf weiteres, eine Erlaubnis für eine kleinere Anzahl Windräder erteilt wird, zwei auf dem Festland und ein kleineres auf dem Grundstück des bereits errichteten Windkraftwerks. Am 25. Mai 2009 fasste Österåkers kommunale Verwaltung den Beschluss, dass es einen Schutzabstand zwischen den Windrädern und Wohnsiedlungen geben müsse. Dieser beträgt im Schärengarten und auf Ljusterö 1.000 Meter und auf dem Gebiet des Festlandes 700 Meter.

## Trivia
- Mauro Scocco, Sänger und Musikproduzent, erwähnt Ljusterö in seinem Song Jag saknar oss [deutsch: Ich vermisse uns].[16]
- Die Werbeaufnahmen für den neuen Volvo V90 entstanden auf dem Gelände des von Tham & Videgård Arkitekter entworfenen Sommerhauses auf Lagnö.[17][18]

## Bildergalerie

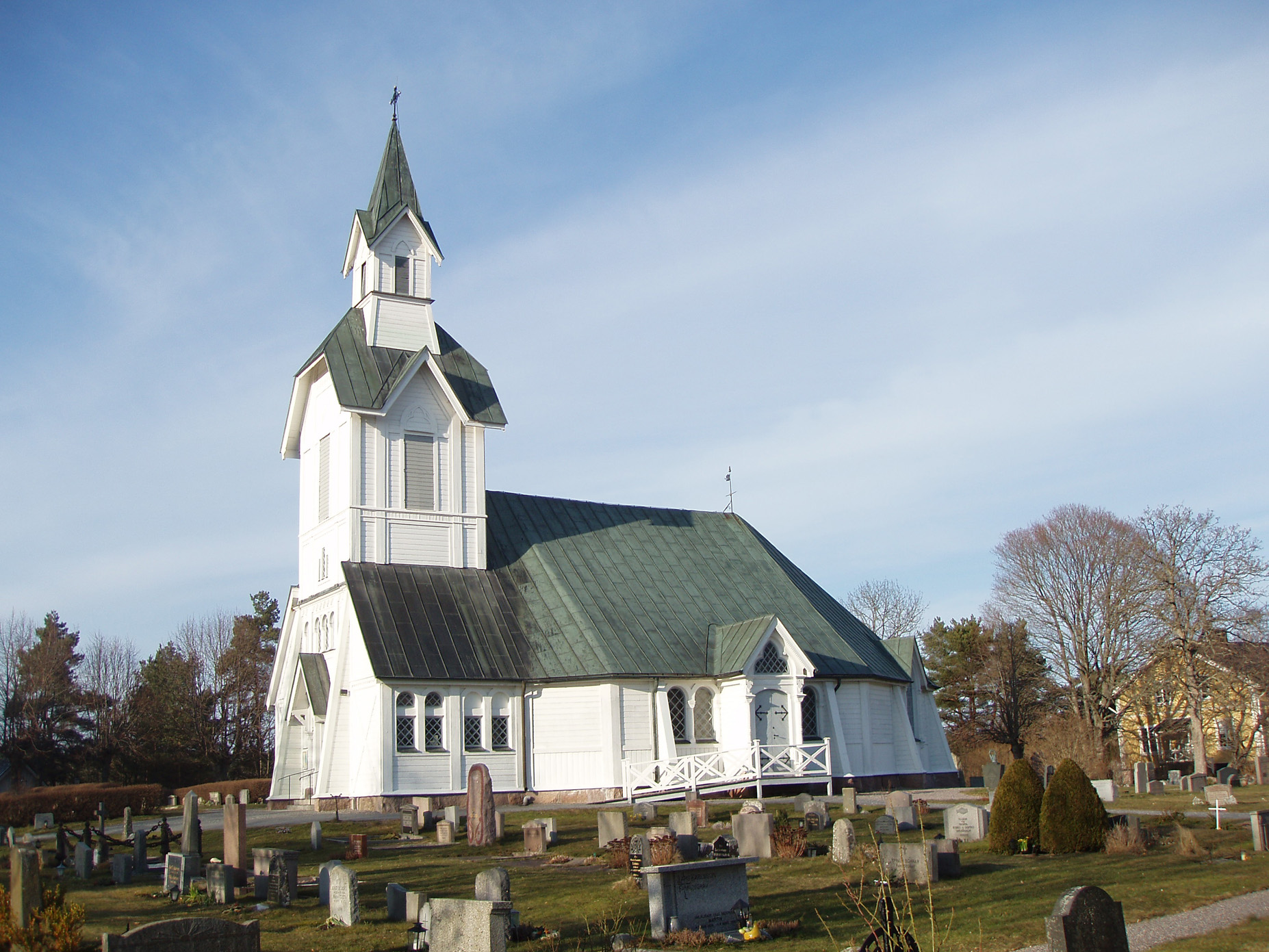
Kirche von Ljusterö in Mellansjö 2008.
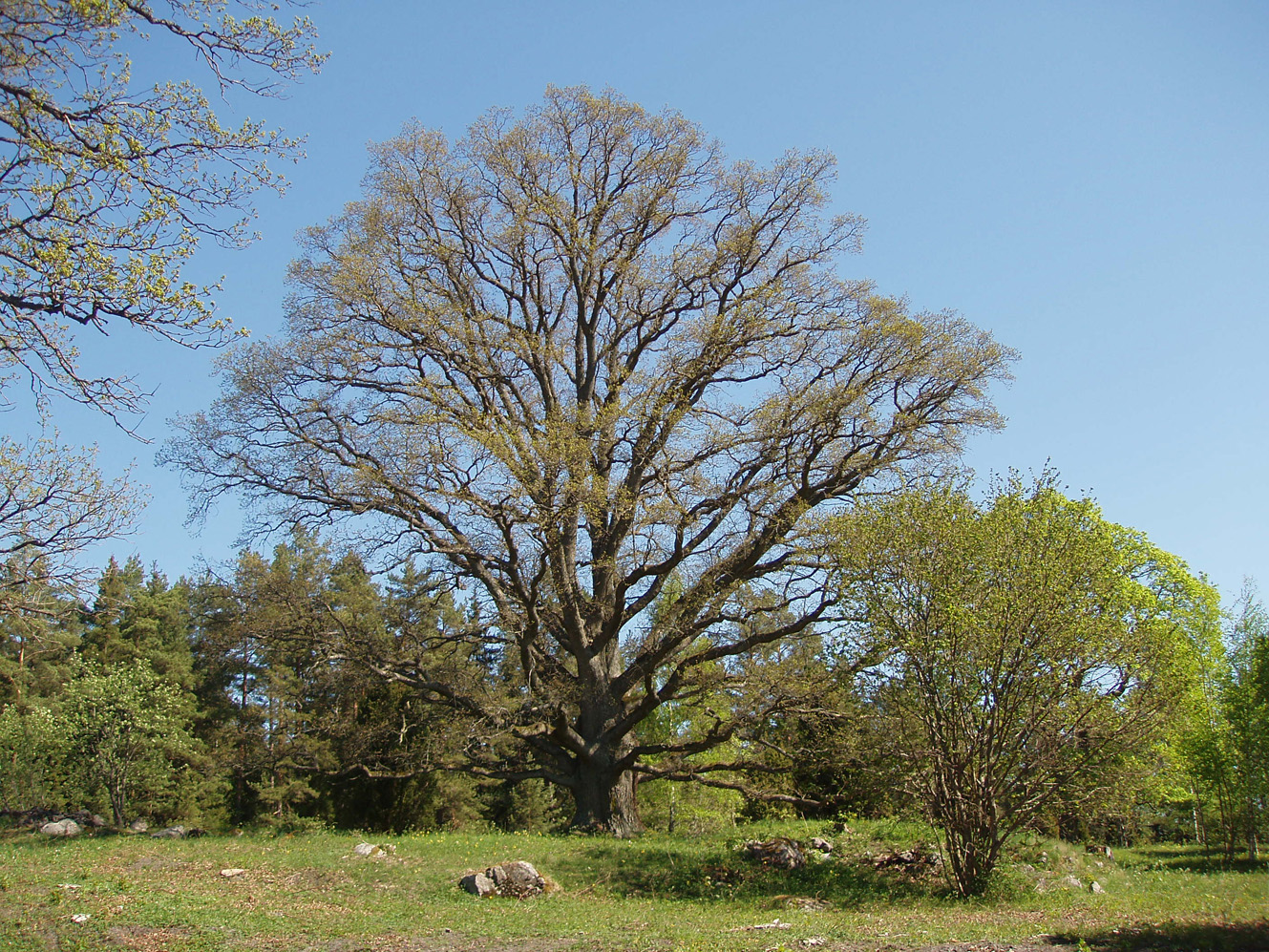
Mehrere hundert Jahre alte Eiche in Bössarviken auf Nord-Ljusterö 2008.
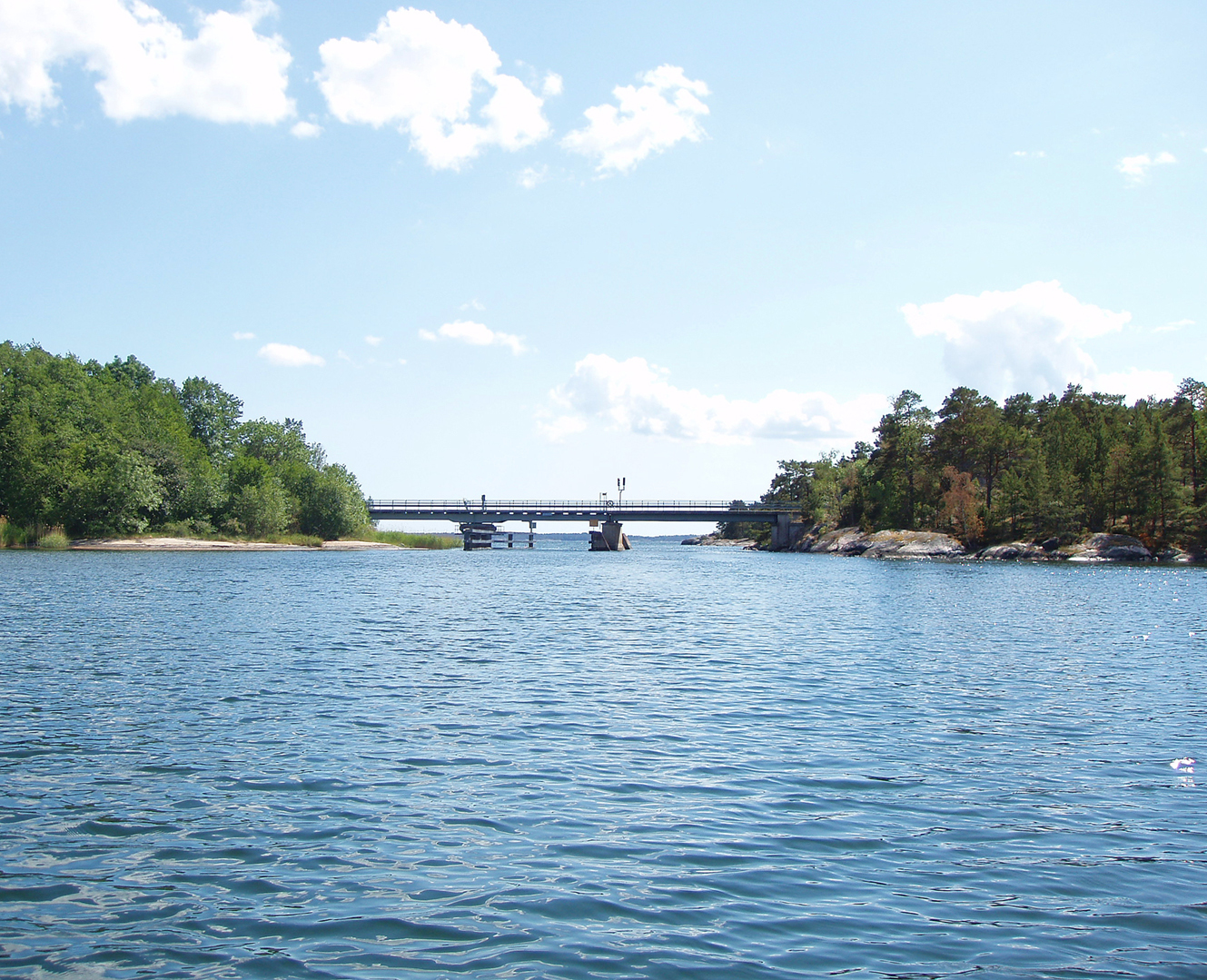
Klintsundet, das Tor zum äußeren Schärengarten und die Klappbrücke zwischen Västra- und Östra Lagnö 2008.
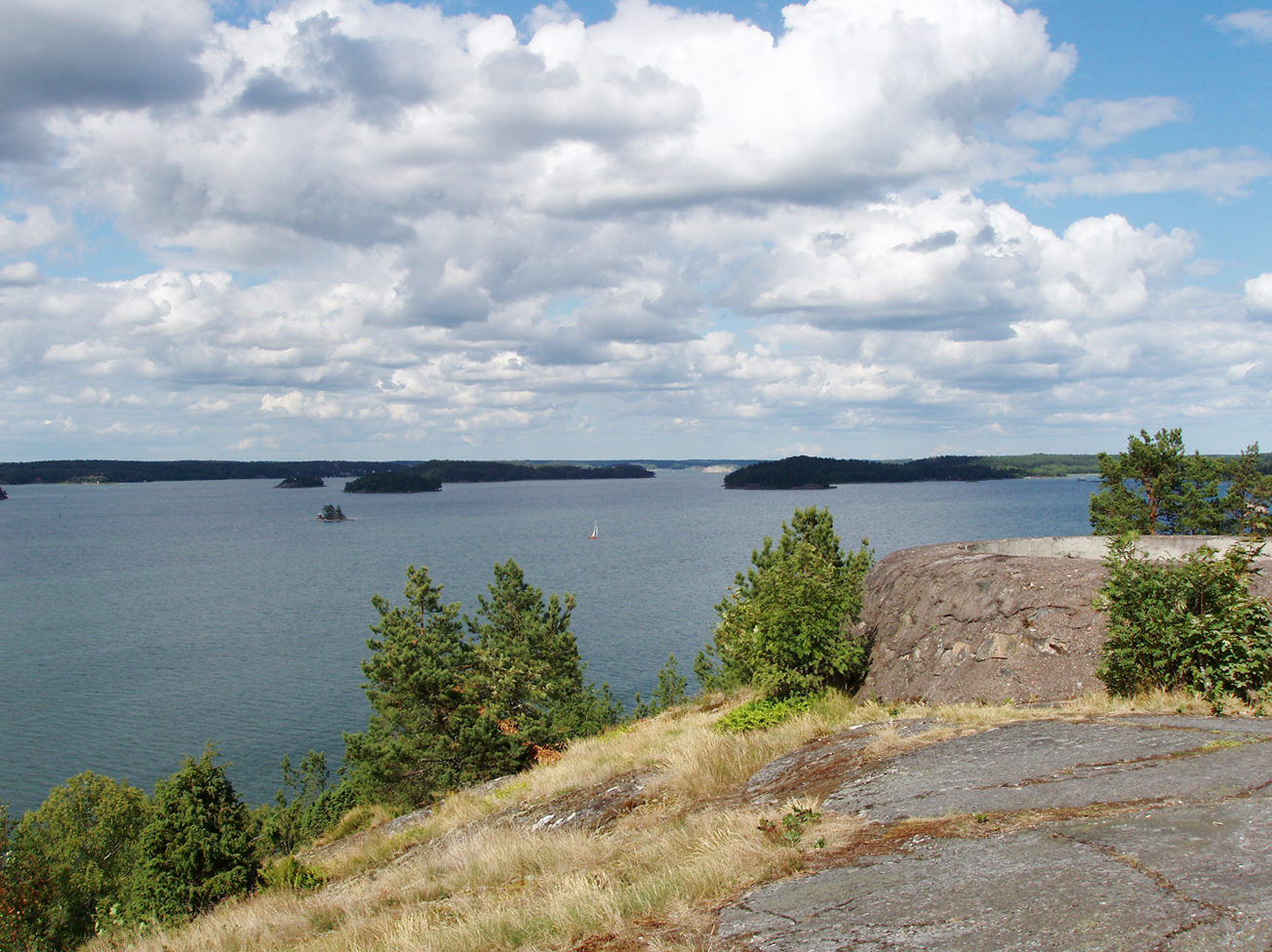
Aussicht von Ljusterös Huvud über Furusundsledens Nordosten 2008.
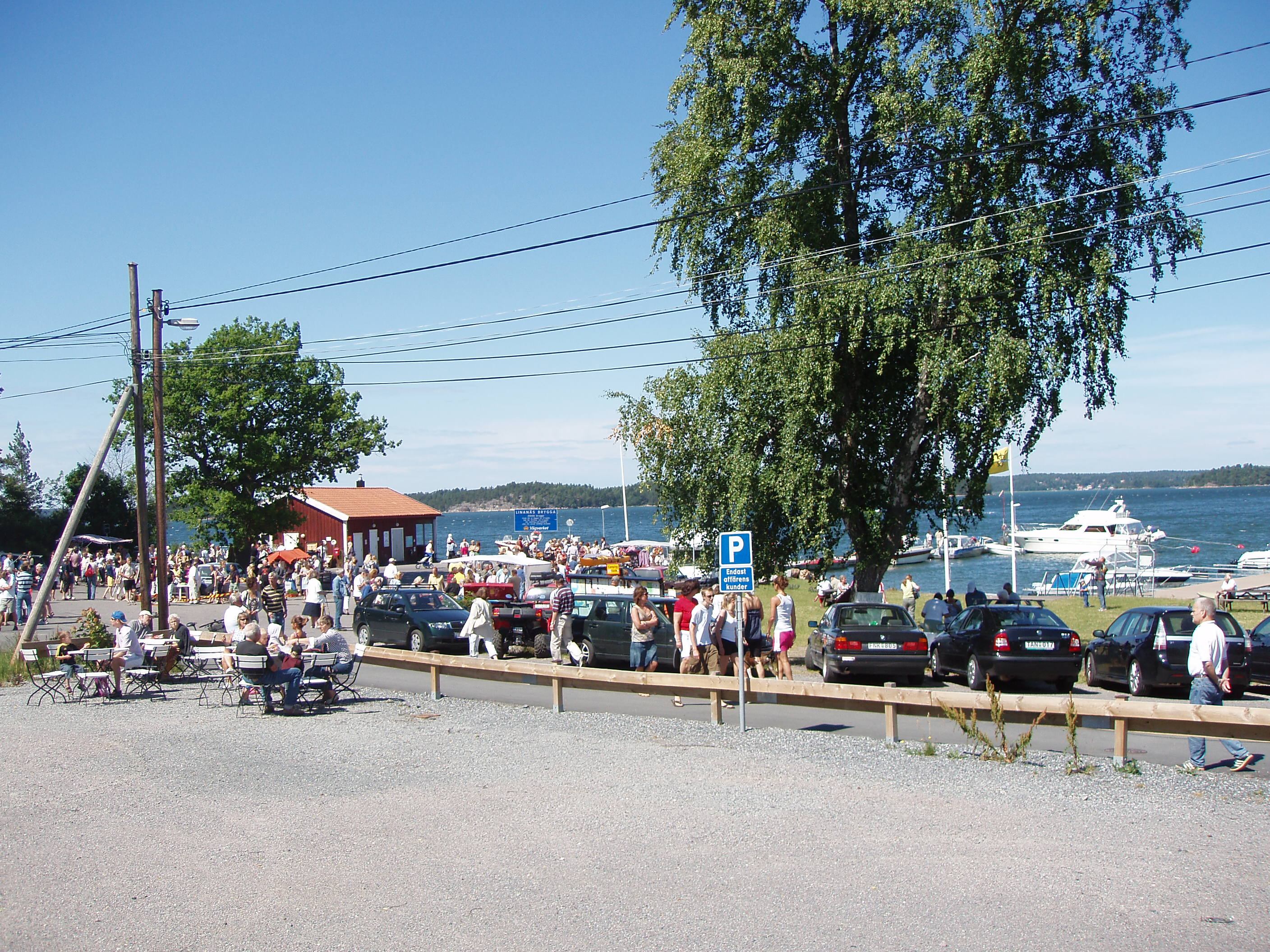
Markt auf dem Landungssteg von Linanäs 2008.
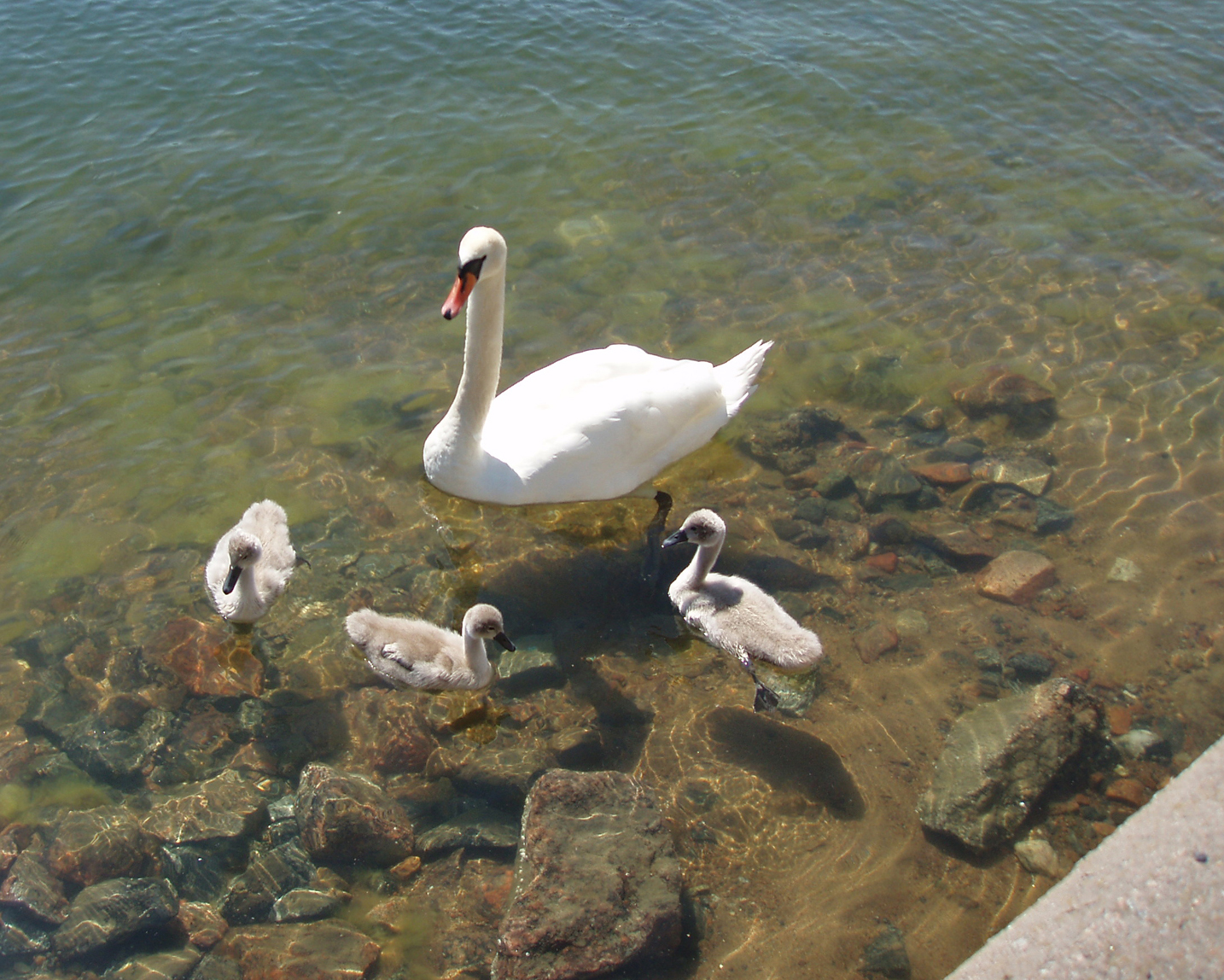
Höckerschwan mit Jungen auf Süd-Ljusterö  2008.
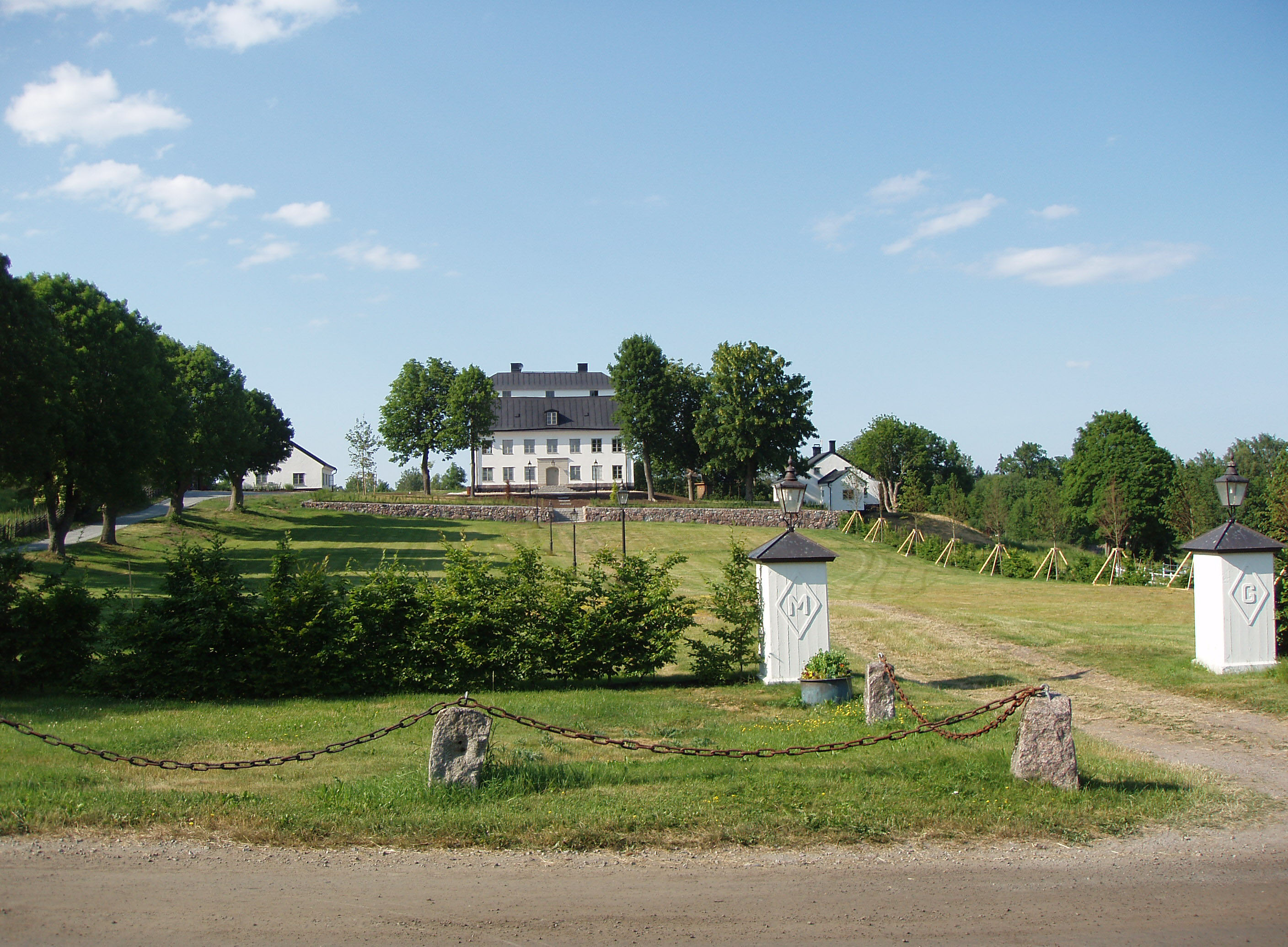
Marums gård, Hauptgebäude mit den Nebengebäuden und dem Park 2009.
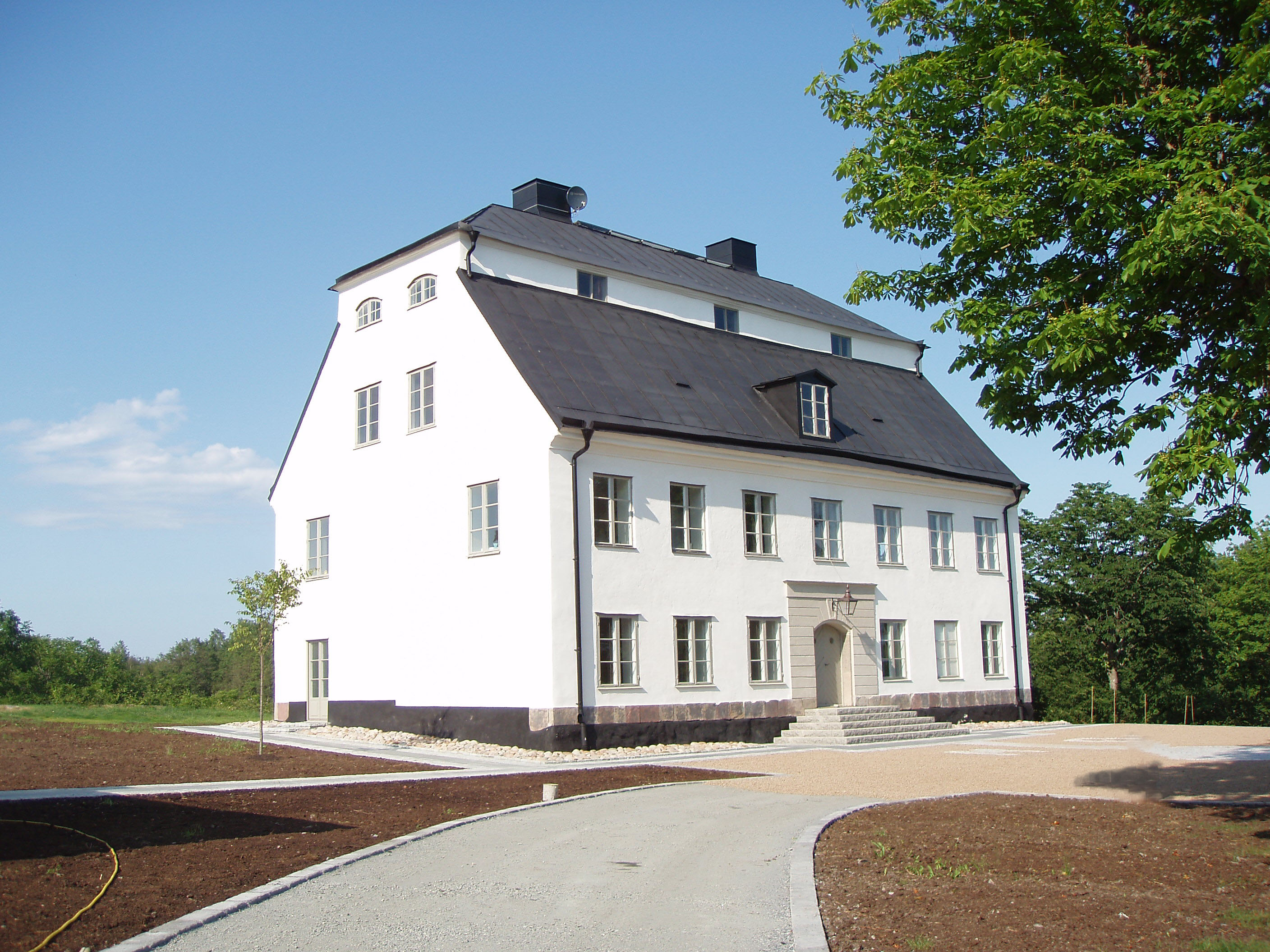
Marums gårds Hauptgebäude nach der Renovierung in den Jahren 2008 bis 2009.